# Дитрих (граф Ольденбурга)
Дитрих Счастливый (нем. Dietrich von Oldenburg; 1390 — 14 февраля 1440) — граф Ольденбурга с 1423 года.
Сын графа Христиана V Ольденбургского и графини Агнес Гонштейнской.
Наследовал старшему брату Христиану VI. Прозвище Счастливый (Удачливый) получил благодаря тому, что в 1436 году закрепил за своим родом графство Дельменхорст.

## Семья и дети

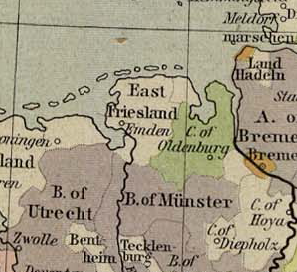
Графство Ольденбург

Первым браком, ещё с детского возраста (1401), был женат на Адельгейде фон Ольденбург-Дельменхорст (ум. до 1423), дочери графа Оттона IV.
Второй брак (брачный контракт от 23 ноября 1423) — с Хелвигой Шауэнбургской (1398/1400—1436), дочерью графа Герхарда VI Гольштейн-Рендсбургского.
Дети (от второй жены):
- Адельгейда (1425—1475), замужем первым браком за Эрнстом III, графом Гонштейн-Клеттенберг (ум. 1454); вторым (до 1457) — за Гебхардом VI Мансфельдским (ум. 1492).
- Христиан I (1426—1481), король Дании, Швеции и Норвегии, герцог Шлезвига и Гольштейна.
- Мориц IV (1428—1464), граф Ольденбурга и Дельменхорста.
- Герхард VI (1430—1500), граф Ольденбурга и Дельменхорста.